# П'ять мільярдів років самотності
«П'ять мільярдів років самотності: пошуки життя серед зір» (англ. Five Billion Years of Solitude: The Search for Life Among the Stars) — науково-популярна книга Лі Біллінгса. Текст був вперше опублікований 3 жовтня 2013 року на сайті «Current». Версія в м'якій палітурці вийшла 28 жовтня 2014 року.

## Огляд
У цій книзі Біллінгс розповідає про дослідження екзопланет, які в останні роки дуже швидко розвиваються. З моменту першого виявлення планети, що обертається навколо іншої сонцеподібної зорі в 1995 році, вчені виявили все більше світів за межами Сонячної системи за допомогою наземних і космічних телескопів. Біллінгс розповідає про вчених, які стоять за цими відкриттями, і про їхні думки не лише про екзопланети, а й про те, чи ми самотні у Всесвіті. Книга містить інтерв'ю з Френком Дрейком, Джеффрі Марсі, Грегом Лафліном, Джеймсом Кастінгом, Меттом Маунтіном, Веслі Траубом, Сарою Сігер та іншими видатними науковцями.